# ذا ون
«ذا ون» (بالإنجليزية: The One)‏ أو «الأوحد» هي أغنية للفنانة الأسترالية كايلي مينوغ وأخذت من ألبومها العاشر إكس (2007). وهي من تأليف مينوغ، ريتشارد ستانارد، جيمس ويلتشير، راسل سمول، جون أندرسون، يوهان إيموث، إيما هولمغرن، ومن إنتاج ستانارد وفريق فريماسونز. وتم إصدارها من قبل بارلوفون في أوروبا والمملكة المتحدة، ووارنر ميوزيك في أستراليا ونيوزيلندا. في الأصل كان من المفترض أن يصاحبها إصدار مادي ليتزامن مع جولة كايلي إكس 2008 في المملكة المتحدة، ولكنها أصدرت رقميا فقط لتصبح ثاني منفردة رقمية لمينوغ بعد «فوق قوس قزح».
الأغنية في الأصل هي لفريق ليد وإيما هولمغرن، لكنهم قرروا منحها لمينوغ. وهناك نسختان رسميتان من الأغنية. نسخة الألبوم هي أغنية سينثبوب متوسطة الوتيرة، في حين أن نسخة المنفردة هي أغنية بوب الرقص بإيقاع أسرع. قرر فريق فريماسونز تعديل الأغنية الأصلية عند إصدار المنفردة. تتحدث الراوية في الأغنية إلى حبيبها، وتقول له أنها هي الأنسب له وتطلب منه أن يحبها. تلقت الأغنية استحسان نقاد الموسيقى بشكل عام، حيث أشاد العديد منهم بالتأليف الموسيقي، والمحتوى الغنائي، قد تلقت نسخة المنفردة المديح، إلا أن نسخة الألبوم تلقت مزيدا من الثناء.
لم تحقق الأغنية نفس النجاح التجاري في قوائم الأغاني، وذلك بسبب حملات الترويج المحدودة. تصدرت الأغنية قائمة الأغاني على الراديو في نيوزيلندا، ووصلت إلى المركز العاشر في قائمة أغاني الرقص في أستراليا، إلا أنها لم تنجح في دخول قائمة أريا تشارتس، واعتبرت فاشلة في منطقة المحيط الهادئ. أما في أوروبا، دخلت الأغنية العشرة الأوائل في بلجيكا (فلاندرز)، وسلوفاكيا، وبلغ المركز 36 في المملكة المتحدة. ظهرت الأغنية في عدة حفلات منذ صدورها، وكان آخرها في جولة أفروديت ورلد عام 2011.